# Négyszáz csapás
A Négyszáz csapás (eredeti cím: Les Quatre Cents Coups) 1959-es, fekete-fehér francia film.
François Truffaut első filmje elnyerte a legjobb rendezés díját a cannes-i nemzetközi filmfesztiválon, ahol a fiatal filmrendező azonnal a nemzetközi mezőny élére került. Akár a többi új hullámos, Truffaut is cikkeket írt a Cahiers du Cinémába, az André Bazin által szerkesztett filmművészeti magazinba. Truffaut volt a legradikálisabb szerző a szerkesztőségben, aki hevesen bírálta a minőségi hagyományt a francia filmben, és meghirdette a szerzői film programját.

„A boldogtalan gyermek mindig bűnösnek érzi magát, s talán ez a legszörnyűbb.”

– Truffaut

A Négyszáz csapást átitatja a személyes filmkészítés szelleme. Hőse, Antoine Doinel voltaképp a mestert formázza meg. Az operatőr eredeti párizsi helyszíneken forgatott. Az egyik jelenetben Antoine-t a vidámparkban látjuk egy forgó hordóban, s teste mindenféle torz alakba csavarodik, ami a társadalom korlátozó normái elleni lázadásra utal. A film végén Antoine kiszabadul a javítóintézetből, a fiú kifulladva rohan az utcán, az arcán harag tükröződik. Folytatásai: a Lopott csókok (1968), a Családi fészek (1970) és a Menekülő szerelem (1979).

## Szereplők
- Jean-Pierre Léaud – Antoine Doinel (Márkus András)
- Claire Maurier – Gilberte Doinel, az anya (Almási Éva)
- Albert Rémy – Julien Doinel (Avar István)
- Guy Decomble – 'Petite Feuille', a francia tanár (Suka Sándor)
- Patrick Auffay – René (Győry József)
- Georges Flamant – Mr. Bigey (?)
- Daniel Couturier – gyerek
- François Nocher – gyerek
- Richard Kanayan – gyerek
- Renaud Fontanarosa – gyerek
- Michel Girard – gyerek
- Henry Moati – gyerek
- Bernard Abbou – gyerek
- Jean-François Bergouignan – gyerek
- Michel Lesignor – gyerek

## Szakirodalom
- Bikácsy Gergely: Bolond Pierrot moziba megy – a francia film ötven éve (Budapest, 1992, Héttorony Könyvkiadó – Budapest Film)
- François Truffaut: Önvallomások a filmről (Osiris Könyvtár – Film; Budapest, 1996, Osiris)

## Kapcsolódó szócikk
- Vasárnapi szülők